# ほんこん
ほんこん（1963年〈昭和38年〉6月16日 - ）は、日本のお笑いタレント。お笑いコンビ・130Rのツッコミ担当。相方は板尾創路。吉本興業所属。
大阪府大阪市出身。本名および旧芸名は蔵野 孝洋（くらの たかひろ）。

## 来歴
大阪府大阪市東淀川区出身。大阪市立東淀工業高等学校卒業。NSC4期生。
「骨付きカルビ」の芸名で、NSCの同期である今田耕司と共に「ダブルホルモンズ」としてデビュー。ダブルホルモンズ解散後、「ホンコン・マカオ」の板尾創路からコンビ名を譲り受け、同じくNSC同期の4期生の松本秀文と新たに「ホンコン・マカオ」を結成するも、松本が芸人を廃業して解散。
その後、板尾と「130R」を結成し、関西圏を中心に活動。1991年12月より『ダウンタウンのごっつええ感じ』（フジテレビ）のレギュラーに抜擢され、1997年11月の放送終了まで番組に出演し、全国的知名度を得るようになる。ダウンタウン以外のごっつのメンバーでレギュラー放送開始から最終回まで出演したのは、ほんこんと今田のみである。
1995年5月から『かざあなダウンタウン』(テレビ朝日系)に出演。同番組では、当時住んでいた場所から、「方南町のスター」とレギュラー仲間から言われていた。
130R結成当初から芸名は本名の蔵野孝洋名義だったが、1997年に「ほんわかテレビ」で芸名をひらがなの「ほんこん」に改名した。
2000年から2002年まで「吉本ブサイクランキング」で3年連続1位に選ばれ、殿堂入りとなった。
2003年9月から放送されたドラマ『てるてる家族』(NHK)に「萩原電気商會」店主の萩原肇 役で出演。池田栄町商店街の電器屋の主人のイメージが本来とは違う性格に描かれていたため、そのモデルからのクレームで急遽、職種がたこやき屋に変わった。そのため、収録済みの大村崑との共演シーンはお蔵入りとなった。
2020年ごろより、『教えて!ニュースライブ 正義のミカタ』(朝日放送)やSNS上での政治的発言で注目を集めるようになる。政治的発言については「僕の中では仕事の一環。お笑いの仕事と何ら変わらないんです」と話している。
2020年12月27日、自身のYouTubeチャンネルでライブ配信を行い、同年の夏に脅迫被害に遭っていたことを告白した。

## 人物
- 身長173 cm、体重70 kg。既婚。食事の前には必ず、手を合わせて大きな声で「いただきます」と挨拶をする[6]。趣味はサーフィンで、湘南に通っている。『タモリ倶楽部』では、主にマニアック企画において常識人的ポジションで進行役を務めることが多かった。タモリ電車クラブ(TAMORI TRAIN CLUB)の会員番号No.0007である。
- 東京銀座、大阪心斎橋でお好み焼き・鉄板焼き店『冨くら』、神奈川県藤沢市でたこ焼き店『海蔵』を経営・プロデュースしていた。のちに、いずれも閉店。大阪・ミナミでちりとり鍋店を開いていたこともある。

## 芸風
- よく言う言葉として、「しんどいわ」、「夢も希望もないわ〜」がある。
- 吉本新喜劇時代は、張り出した頬骨を共演の座員に「飴玉口の中に入れてる？」とイジられるギャグが定番だった。

## 不祥事

### 室井佑月との裁判
2020年2月、作家の室井佑月が自身のTwitterで、愛知県内にあるマスクのメーカーの商品である「日の丸マスク」を政府が発注すると誤解し、政府を批判する内容をツイートしたが、誤りに気付き当日中に「訂正します」と投稿した。しかし、ほんこんは同年5月、「室井佑月らの中傷で日の丸マスクが製造中止になった」という誤った内容の記事をツイッターで拡散した。
これを受け、2021年6月に室井はほんこんに対して謝罪と投稿の削除を要求したが、1本目の投稿だけ削除し、謝罪はなかったので、同年7月19日に室井はほんこんを提訴した。室井は550万円の損害賠償を求め、代理人弁護士は自身の夫である米山隆一が務めた。なお、2本目のツイートは、同年11月22日までに削除された。
2022年6月30日、東京地方裁判所は、判決で「社会的評価を低下させた」としてほんこんに11万円の支払いを命じた。弁護人を務めた米山によれば、ほんこんは相手企業の社長の陳述書を出して来たが、そこには具体的損害と言えるものは書かれておらず、室井側から提出を要求したもののこれも為されず、事実無根と名誉毀損が認定されたという。

### 安倍晋三銃撃事件におけるデマ拡散
安倍晋三銃撃事件の後、「近隣のビル（サンワシティ西大寺）屋上から狙撃銃で撃った暗殺者が、逮捕された犯人とは別にいる」という誤った情報を自身のYouTubeチャンネルやTwitterで発信したところ、同ビルの管理会社の三和住宅が「悪質なデマに困っている、弁護士に相談し法的に解決してもらうことを検討している」とする声明を発表。後にほんこんは謝罪して発言を撤回する事態となった。

## 出演
コンビでの出演番組は130R#出演を参照。

### テレビバラエティ
現在の出演番組
- 教えて!ニュースライブ 正義のミカタ（朝日放送テレビ） レギュラー
- お笑いワイドショー マルコポロリ!（関西テレビ）レギュラー
- ピタゴラスイッチ（NHK Eテレ、とうめい人間Xの声）準レギュラー
- 千原ジュニアの座王（関西テレビ）不定期出演 主に審査員として出演

過去の出演番組
- 笑いの剣（朝日放送テレビ）反乱軍リーダー 開始当初は板尾と共に出演
- 大阪ほんわかテレビ（ytv）
- ろみひー（中京テレビ）ゲストMC
- 明石家マンション物語（フジテレビ）
- 明石家ウケんねん物語（フジテレビ）
- 中川家ん!（MBS）
- アジアの純情（フジテレビ）
- 超!よしもと新喜劇（MBS）
- よしもと新喜劇（MBS）
- 今夜はねむれナイト（関西テレビ）
- 急性吉本炎（TBS）
- ポンチーズ（テレビ朝日）
- ぐるぐるナインティナイン（日本テレビ）※「水掛け論」のコーナーに出演
- 痛快!エブリディ（関西テレビ）- 月曜準レギュラー（不定期）
- クイズ!ヘキサゴンII（フジテレビ）※準レギュラー、1回だけ板尾も出演あり。
- これイチ!（ytv）
- ザ・ベストハウス123（フジテレビ）
- ちょこっとイイコト 〜岡村ほんこん♥しあわせプロジェクト〜（テレビ東京）
- Oh!どや顔サミット（朝日放送テレビ）※ゲストにまつわる再現ドラマ出演
- たかじん胸いっぱい（関西テレビ）- 準レギュラー
- 家族になろう（よ）（テレビ東京）※岡村隆史と共にレギュラー
- 東野幸治のニッポン強靭化計画（朝日放送テレビ）ナレーション
- 特盛!よしもと 今田・八光のおしゃべりジャングル（ytv）隔週レギュラー
- タモリ倶楽部（テレビ朝日）不定期出演 主に進行役

### テレビドラマ
- 八代将軍吉宗（NHK） - 弥次郎 役
- ただいま満室 第8話（テレビ朝日）
- 演技者。（フジテレビ） - 小倉 役
- てるてる家族（NHK） - 萩原肇 役
- 明日があるさ（日本テレビ） - 店員 役
- 壁ぎわ税務官（フジテレビ） - 栗殻紋二 役
- 早乙女千春の添乗報告書（TBS）
- 法医学教室の事件ファイル（テレビ朝日）
- ナニワ金融道6 （フジテレビ） - 古井の客 役
- 伝説の秋田犬 ハチ（日本テレビ） - 多やん 役
- がきんちょ〜リターン・キッズ〜（MBS） - 大野宗信 役
- ヘレンときよしの物語（日本テレビ） - プロデューサーD 役
- ユンゲル（フジテレビ）
- ホームレス中学生（フジテレビ） - 西平禎一 役
- 14歳〜千原ジュニアたった1人の闘い〜（テレビ東京）
- 向井荒太の動物日記 〜愛犬ロシナンテの災難〜（日本テレビ） - 番周作 役
- 元禄繚乱（NHK） - 小間物屋 役
- ボーイズ・オン・ザ・ラン 最終話（テレビ朝日）
- 泣いたらアカンで通天閣（ytv）
- 福家警部補の挨拶 第5話（フジテレビ） - 内海珠雄 役
- あすなろ三三七拍子（フジテレビ） - 山下正人 役
- 一路 第5回 - 第6回（NHK BSプレミアム） - 檜山角兵衛 役
- お前はまだグンマを知らない（日本テレビ） - 近藤 役
- ハケンのキャバ嬢・彩華（2017年10月16日 - 12月18日、朝日放送テレビ[注 2]） - 謎の易者 役[11]
- 誰も知らない明石家さんま「芸人がアイドルに勝った日〜タブーを破った禁断の一日」（日本テレビ）[12]

### WEBドラマ
- ハケンのキャバ嬢・彩華（2017年10月9日 - 12月11日、AbemaTV[注 2]） - 謎の易者 役

### 映画
- 風スローダウン (1991年）- ベトナム人 役
- 妖怪大戦争（2005年） - 屋台のオヤジ 役
- 闘茶〜Tea Fight〜（2008年） - 村野徳治郎 役
- ワーキング・ホリデー（2012年） - 鬼頭 役
- バスジャック（2014年） - 五十嵐淳(ヤクザの親分) 役
- 帰ってきたバスジャック（2017年） - 浪速会組長 五十嵐淳 役
- 民暴（2016年） - 鳴瀬尚人(聖人の父) 役

### Vシネマ
- 難波金融伝・ミナミの帝王 破産・金融屋殺し（1999年）
- ギャングシティ 大阪黙示録 2（2018年）
- CONFLICT 〜最大の抗争〜 第五章・第六章・第七章・第八章（2019年）

### ラジオ
現在出演している番組
- こんちわコンちゃんお昼ですょ!（MBSラジオ）金曜日月一回レギュラー

過去に出演していた番組
- 130Rのブギウギパラダイス（ラジオ大阪）
- 東野・ホンコンのBoogie Woogieパラダイス!（ラジオ大阪）
- よしもとDAウー！（ラジオ大阪）
- 130Rののきなみハイテンション（KBSラジオ）
- 土曜の午後は、トコトンほんこん!（ラジオ大阪、2023年10月7日 - 2025年3月29日）

### CM
- 日本コカ・コーラ（ジョージア・明日があるさシリーズ　あした色の、本革コート）
- 日清食品（香港風みそカップヌードル）
- スカパー!HD（スカイパーフェクTV）野球観戦視聴者役 2012年
- ダニクリン（UYEKI）

### イベント
- 文句じゃない！正論や！独裁者ほんこん（2018年7月-）

## 書籍
- 『日本のミカタ　―ボク、この国のことを愛してるだけやで!―』ワニブックス〈ワニブックスPLUS新書〉、2019年7月19日。ISBN 978-4-847-06628-3。
- 『コロナと国防　―ちょっと待て、こんな日本に誰がした!―』ワニブックス〈ワニブックスPLUS新書〉、2020年9月18日。ISBN 978-4847066467。